# Illusion of Time
Illusion of Time (jap. ガイア幻想紀, Gaia Gensōki, dt. „Aufzeichnungen der Illusion von Gaia“; in den Vereinigten Staaten als Illusion of Gaia erschienen) ist ein Action-Adventure-Videospiel mit leichten Rollenspieleinflüssen, welches 1993 von Quintet für das Super Nintendo entwickelt wurde. In den USA und Europa wurde das Spiel von Nintendo publiziert und in Japan von Enix. Das Spiel ist der zweite Vertreter der inoffiziellen Soul-Blazer-Reihe und erschien am 27. April 1995 in Deutschland.

## Handlung
Spielziel ist es, die Spielwelt, die in groben Zügen auf der Erde des Mittelalters basiert, vor dem bösen Einfluss eines nahenden Kometen zu retten. Dazu steuert man den Helden des Spiels, Will, der nach einem Schiffbruch latente psychische Kräfte entwickelt hat, durch verschiedene Gebiete historischen Ursprungs. Die meisten dieser Gebiete basieren auf existenten Ruinen oder noch vorhandenen Überresten menschlicher Zivilisationen, wie alte Inka-Tempel, das Gebiet der Chinesischen Mauer, Angkor Wat oder den ägyptischen Pyramiden. Aber auch lediglich aus Sagen übermittelte Schauplätze wie Mu oder der Turm von Babel sind Teil der Handlung. Obwohl man durch eine Vielzahl verschiedener Nebenfiguren begleitet wird, spielen diese nur in der erzählten Handlung eine Rolle, sie greifen nicht aktiv in das Spielgeschehen ein. Die Spielhandlung wird streng linear erzählt, wobei einmal besuchte Gebiete im späteren Spielverlauf nicht mehr zugänglich sind.

## Spielmechanik
Die Spielmechanik ähnelt stark den Zelda-Spielen sowie in manchen Aspekten auch Secret of Mana und dem später erschienenen Terranigma. Man steuert seine Spielfigur in Echtzeit durch eine schräg von oben dargestellte Umgebung (der Winkel kann dabei je nach Umgebung bis hin zu einer fast reinen Seitenansicht wechseln), wobei klassische Rätselsequenzen wie in den Vorbildspielen eher selten sind. Auseinandersetzungen mit Gegnern, die jederzeit in der Spielumgebung sichtbar sind, werden in Echtzeit durch einfache Angriffsmöglichkeiten abgewickelt. Im späteren Spielverlauf erhält Will die Möglichkeit, sich in verschiedene Formen zu verwandeln, um effektiver kämpfen zu können. Zwei Formen sind dabei möglich, Freedan, ein „Dunkler Ritter“, und Shadow, eine Art Energiewesen, die beide andere Angriffsmöglichkeiten und Eigenschaften haben.
Anstelle eines Erfahrungssystems oder sich entwickelnder Fähigkeiten wird eine automatische Aufwertung des Helden vorgenommen, wann immer er einen Bereich vollständig von Gegnern säubert. Dadurch wird ein Edelstein freigesetzt, der die spielerischen Werte Angriff, Verteidigung oder Gesundheit um einen bestimmten Betrag permanent erhöht. Dies hat zur Folge, dass der Spieler nicht an Stärke gewinnt, wenn er Gegner übersieht. Wenn dies häufiger passiert, kann das Vorankommen im Laufe des Spiels sehr schwierig werden. Hinzu kommt, dass Heilkräuter die einzige Möglichkeit darstellen, sich während der Kämpfe aktiv zu heilen. Diese sind nur begrenzt in dem Spiel versteckt. Einmal verbraucht, bringt sie nichts mehr zurück. Man kann allerdings durch das Sammeln von Steinen, welche die Gegner fallen lassen, ein "Extraleben" erkämpfen, durch das man – sollte man besiegt worden sein – direkt wieder im selben Raum beginnt. Außerdem gibt es noch die roten Juwelen, die im Spiel versteckt sind und die man gegen zusätzliche Gegenstände und Fähigkeiten eintauschen kann.

## Kritiken
Die Video Games betitelte Illusion of Time als „Action-Rollenspiel für das einfache Volk“. Der Redakteur sah eine „erstklassige Grafik und Handlung“ und beschrieb einen anspruchsvollen „Action-Teil“. Es gleiche „mehr einem Jump ’n’ Run als einem Action-Adventure“. Linearer als Zelda aufgebaut, sei das Spiel eher eine Art „Spielfilm“.
Die Zeitschrift Man!ac beschrieb ein „liebevolles Charakterdesign und eine intelligente Hintergrundgeschichte“. Obwohl Grafik und Musik „nicht die Klasse Final Fantasy III oder Chrono Trigger“ erreichte, sei der Titel eine „Alternative zum rollenspiellastigen Secret of Mana.“